# Metavononoides
Metavononoides is een geslacht van hooiwagens uit de familie Cosmetidae.
De wetenschappelijke naam Metavononoides is voor het eerst geldig gepubliceerd door Roewer in 1927. 

## Soorten
Metavononoides omvat de volgende 11 soorten:
- Metavononoides albisectus
- Metavononoides albosigillatus
- Metavononoides barbacenensis
- Metavononoides bellus
- Metavononoides brasiliensis
- Metavononoides guttulosus
- Metavononoides luteopunctatus
- Metavononoides lyra
- Metavononoides orientalis
- Metavononoides peculiaris
- Metavononoides preciosus